# 張率 (南朝)
张率（475年—527年），字士简，吴郡吴人。
祖張永，宋右光祿大夫。父張瑰於天監初，授右光祿，加給事中。生于宋后废帝元徽三年，十二歲能寫文章，每日限定作诗一篇。虞訥很看中他的文章。南朝齊時官著作佐郎、太子舍人。入梁，为相国主簿。卒于梁武帝大通元年。萧纲在《与湘东王书》认为张率的赋是第一流的。 

## 延伸阅读
[在维基数据编辑]
 在维基文库阅读此作者作品
 《梁書·卷33》，出自姚思廉《梁書》